# Karl Hesse
Karl Hesse MSC (ur. 15 sierpnia 1936 w Vosswinkel, zm. 14 maja 2023) – niemiecki duchowny rzymskokatolicki, misjonarz Najświętszego Serca Jezusowego, biskup Kaviengu, arcybiskup Rabaulu, przewodniczący Konferencji Episkopatu Papui-Nowej Gwinei i Wysp Salomona.

## Biografia
Karl Hesse urodził się 15 sierpnia 1936 w Vosswinkel w Niemczech. 23 maja 1963 otrzymał święcenia prezbiteriatu i został kapłanem misjonarzy Najświętszego Serca Jezusowego.
27 kwietnia 1978 papież Paweł VI mianował go biskupem pomocniczym archidiecezji Rabaul oraz biskupem tytularnym Naratcaty. 15 sierpnia 1978 przyjął sakrę biskupią z rąk pronuncjusza apostolskiego w Papui-Nowej Gwinei abpa Andrea Cordero Lanza di Montezemolo. Współkonsekratorami byli arcybiskup Port Moresby Herman To Paivu oraz biskup pomocniczy Paderbornu Paul-Werner Scheele.
24 października 1980 Jan Paweł II mianował go biskupem Kaviengu, a 7 lipca 1990 przeniósł go na arcybiskupstwo w Rabaulu.
W latach 1994–1996 oraz 2002 - 2005 pełnił funkcję przewodniczącego Konferencji Episkopatu Papui-Nowej Gwinei i Wysp Salomona. W latach 1995–1999 był ponadto administratorem apostolskim diecezji Bougainville.
Ze względu na osiągnięcie wieku emerytalnego złożył dymisję i 11 sierpnia 2011 przeszedł na emeryturę.